# Мургаб
Мургаб је река у средњој Азији, дугачка 850 km. Извире у планинском пределу Авганистана, а нестаје у пустињи Каракум, у Туркменистану. Површина слива реке је 46.880 km².
Извориште реке се налази у северном делу Авганистана, а потом тече у правцу северозапада, према Туркменистану. Притоке Мургаба су Кајзар, Качан и Кушк. У Туркменистану, односно пустињи Каракум, завршава се унутрашњом делтом. Ту је историјски значајна оаза и град Мерв.